# Глязер, Гуго
Гуго Глязер, Гуго Глазер (13 октября 1881, Вена — 10 декабря 1976, Вена) — австрийский переводчик, журналист, публицист и общественный деятель. Широко известен как историк медицины и популяризатор достижений медицинской науки и естествознания. Известен в СССР как автор книги «Драматическая медицина. Опыты врачей на себе». Почётный член Всесоюзного общества истории медицины, почётный доктор 1-го Московского медицинского института. Основатель (1945) и президент Австро-Советского общества; которое, по оценке Большой Медицинской Энциклопедии (1977), «под руководством профессора Глязера вносит свой достойный вклад в дело укрепления дружбы и взаимопонимания между советским и австрийским народами».
Участник I Мировой войны.

## Биография
В 1905 году окончил медицинский факультет Венского университета. До 1914 года работал в лаборатории П. Эрлиха во Франкфурте-на-Майне, различных клиниках Австрии и Германии.
В годы первой мировой войны старший врач австрийской крепости Перемышль. После взятия крепости русскими войсками в 1915 году попал в плен и был отправлен вместе с другими военнопленными в Петропавловск. Через полтора года переведен под Вологду, где оказывал медицинскую помощь военнопленным, занятым на строительстве шлюзов. Стал свидетелем Октябрьской революции.
По словам профессора Гуго Глязера, в годы плена он хорошо узнал великодушие и доброту русских людей и навсегда проникся к ним глубокой симпатией и уважением.
В 1918 году вернулся в Вену и находился на военной службе в австрийской армии.
С 1926 по 1938 годы — главный редактор «Новой Венской газеты». Уволен национал-социалистами из редакции с запретом  выступлений в печати.
Во время второй мировой войны жил в Австрии на нелегальном положении, скрываясь от преследований нацистских властей.
После освобождения Вены весной 1945 года профессор Глязер начал вести работу по созданию в Австрии Общества дружбы с Советским Союзом. Это общество, получившее наименование «Австро-Советское общество», было создано весной 1945 года, а профессор Глязер избран его президентом.
С 1945 года профессор Глязер посвятил себя главным образом литературной деятельности. 

## Сочинения
Автор 22 книг,  40 научных работ по теории и истории медицины,  популяризирующие достижения медицинской науки. Они переведены на 24 языка (по состоянию на 1977 год), в том числе и на русский и изданы во многих странах.
- Драматическая медицина: опыты врачей на себе: пер. с нем. — М.: Молодая гвардия, 1962. — 208 с., [8] л. ил.[4]
- Драматическая медицина: опыты врачей на себе: пер. с нем. — 2-е изд. — М.: Молодая гвардия, 1965. — 215 с., [8] л. ил. — (Эврика) — 100000 экз.
- Глязер, Гуго. Новейшие победы медицины [Текст] : Сокр. пер. с нем. — [Москва] : Мол. гвардия, 1966. — 190 с., 9 л. ил.; 21 см. — (Эврика).
- Исследователи человеческого тела от Гиппократа до Павлова, пер. с нем., М., 1956;
- Основные черты современной медицины, пер. с нем., М., 1962;
- О мышлении в медицине, пер. с нем., М., 1969.
- Глязер, Гуго. Автомобиль, самолет и медицина [Текст] / Проф. Гуго Глязер ; Пер. с нем. В. О. Горенштейна. - Москва : Медицина, 1972. - 175 с. : ил.; 20 см.